# キュー・ガーデン-ユニオン・ターンパイク駅
キュー・ガーデン-ユニオン・ターンパイク駅（Kew Gardens-Union Turnpike）はクイーンズ区フォレスト・ヒルズとキュー・ガーデンの境、クイーンズ・ブールバードとユニオン・ターンパイクの交差点に位置するニューヨーク市地下鉄INDクイーンズ・ブールバード線の駅である。E系統及びF系統が終日停車する。

## 歴史

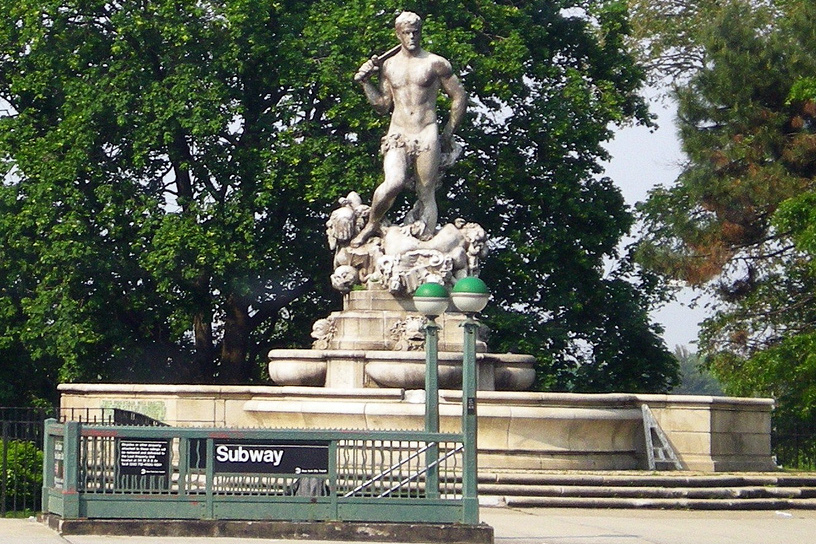
廃止された像

クイーンズ・ブールバード線は市営のインディペンデント・サブウェイ・システム（IND）で最初に建設された路線の一つで、マンハッタンのIND8番街線 とクイーンズ区ジャマイカのジャマイカ-179丁目駅を結んでいる。クイーンズ・ブールバード線は公共事業局から2,500万ドルの融資と債務保証を受けて建設された。1920年代末に地下鉄の延伸計画が明るみに出ると不動産価格はたちまち上がり、沿線開発のため古い建物は次々に取り壊されていった。1930年にはクイーンズ・ブールバード線の建設が進むにつれてクイーンズ・ブールバード沿いでは土地区画整理が行われ、15階建てのアパートが建ち並ぶようになった。
1936年12月31日にINDクイーンズ・ブールバード線は8駅5.6km（3.5マイル）に渡って延伸されて終端駅がジャクソン・ハイツ-ルーズベルト・アベニュー駅から当駅に移り、当駅は終着駅として開業した。
続いて1937年4月24日には169丁目駅まで延伸され、当駅は中間駅となった。
1981年に、MTAは当駅を老朽化した69駅に挙げている。
2000年代後半に1390万ドルかけて改装工事が行われ、2008年6月にエレベーターが設置された。

## 駅構造
| G             | 地上階                                 | 出入口 |
| B1            | 改札階                                 | 改札口、駅員室、メトロカード自動券売機 （ユニオン・ターンパイク-キュー・ガーデン・ロード交差点の南東角にエレベーターあり）                                                |
| B2 ホーム階   | 南行緩行線                             | ← 21時以降と週末：ワールド・トレード・センター駅行き（75番街駅） ← コニー・アイランド-スティルウェル・アベニュー駅行き（75番街駅）                                        |
| B2 ホーム階   | 島式ホーム、到着番線に応じたドアが開く | |
| B2 ホーム階   | 南行急行線                             | ← 平日21時迄：ワールド・トレード・センター駅行き（フォレスト・ヒルズ-71番街駅）                                                                                           |
| B2 ホーム階   | 北行急行線                             | → 平日21時迄：ジャマイカ・センター-パーソンズ/アーチャー駅行き （ジャマイカ-ヴァン・ウィック駅） → → 夕ラッシュ：ジャマイカ-179丁目駅行き（パーソンズ・ブールバード駅） → |
| B2 ホーム階   | 島式ホーム、到着番線に応じたドアが開く | |
| B2 ホーム階   | 北行緩行線                             | → 21時以降と週末：ジャマイカ・センター-パーソンズ/アーチャー駅行き（ブライアーウッド駅） → → ジャマイカ-179丁目駅行き（ブライアーウッド駅） →                             |
| B3 下層の線路 | 引上げ線                               | → 定期列車なし |
| B3 下層の線路 | 引上げ線                               | → 定期列車なし |

駅は島式ホーム2面4線の地下駅で、E系統は平日日中は急行線に停車、その他時間帯では緩行線に停車する。F系統は終日緩行線に停車する。平日ではE系統とF系統が乗り換えできる最東端の駅である。
ホームの柱は青色で、壁のタイルは黄色と黒色である。

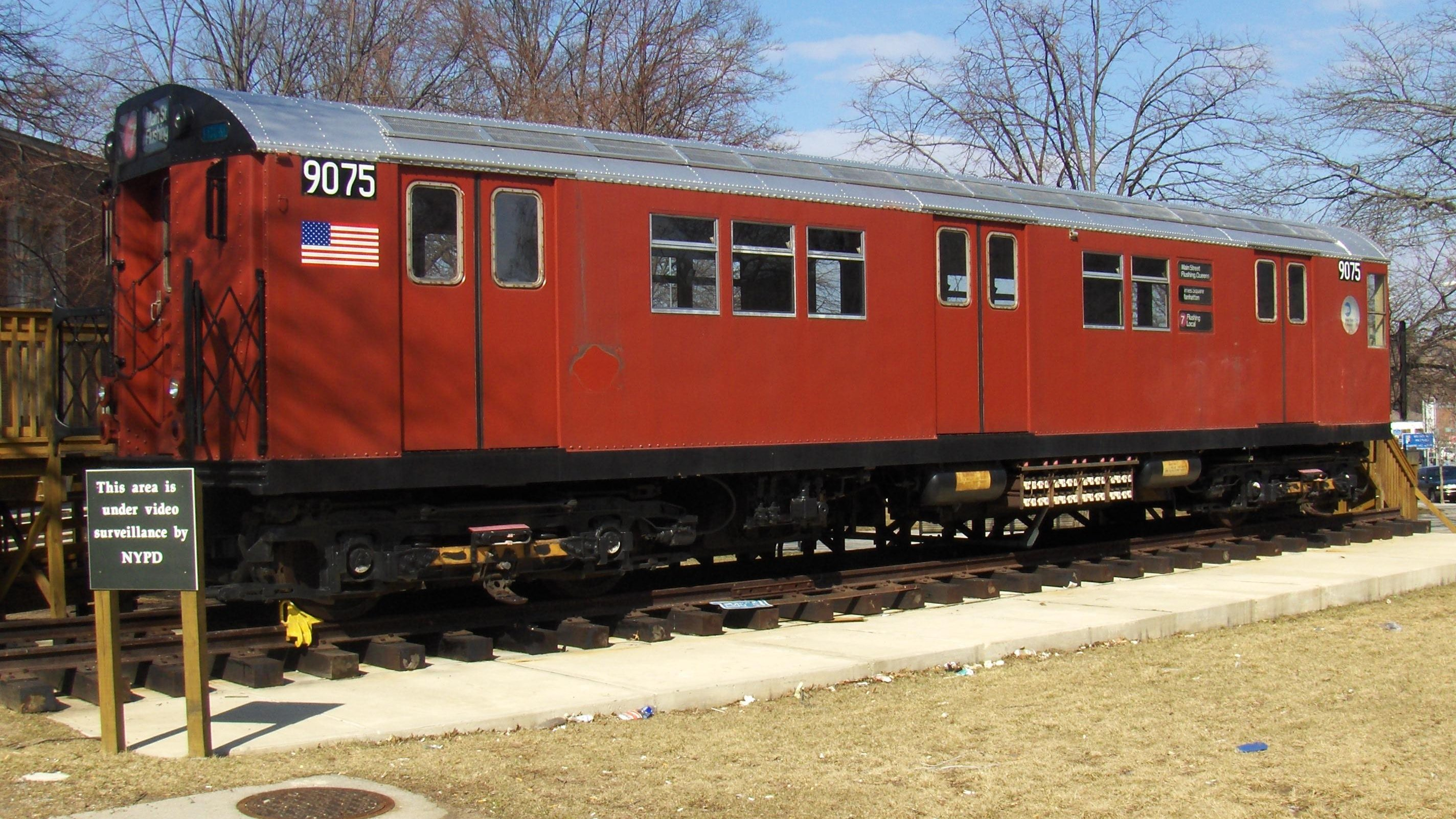
クイーンズ区役所付近で保存されているR33の1両

駅はクイーンズ区役所、クイーンズ刑事裁判所及びキュー-フォレスト学校の最寄り駅となっている。また、クイーンズ区役所付近にR33電車が1両保存されている。
駅の改札階はジャッキー・ロビンソン・パークウェイがクイーンズ・ブールバード下を潜るため、2か所に分離している。このアンダーパスは25万ドル費やした。

### 出口
地上からいくつかの階段がメザニンに至る。さらに、歩道はユニオン・ターンパイクの地下道の両側に位置しており、それ自体がそれぞれの側にあるメザニンにつながっている。ターンパイクの東側にある階段の1つと隣接するエレベータが東側の歩道に通じ、東側の中二階に入る。自動車とバスは、以前は降りてその通り道に沿って乗客を迎えることができたが（INDコンコース線の駅と同様）、車のアクセスは現在できなくなっている。これは車が交通のバックアップを引き起こしたため停止された。地下道は自然排水が可能なように東に傾斜している。下段には、ターンパイクの下を通る地下道の約20フィート（6.1m）に位置する地下鉄路線が含まれている。
中二階の東側（案内上では北）の半分には終日開いている詰所がある。 2000年代後半には、1390万ドルかけて駅の改装を2008年6月までに実施した。その間、駅は立方体のガラスの壁だけでなく、Q10とQ37のバス利用者が使用する中二階のこの部分のエレベーターとスロープが設置された。エレベーターとスロープにより、駅は車椅子でアクセスが可能になり、ADAに準拠するようになった。このプロジェクトの一部であったその他の改善点には、車いすの利用者向けの詰所のほか、手すり、駅の標識、駅の電話機が新しくなりホーム端には点字ブロックが設置され、電車とホームの間の隙間をなくす工事が行われた。
しかし、西側の改札は無人となっている。Spisak-Madejczykによる"Underground Skies-Cloud Forest"と呼ばれるアートワークの一部が設置されている。

### 構内配線
北行ホーム北端に平日のみ使用される信号扱所がある。また、それぞれのホーム進入直前には緩急間に両渡り線がある。
駅東でジャマイカ車両基地からの線路が合流する。その東にブライアーウッド駅があり、ここでINDアーチャー・アベニュー線が分岐する。また、ジャマイカ車両基地はフラッシング-メードーズ・コロナ公園の南側にある。